# ミャオ語
ミャオ語（苗語）（ミャオご）は、中国南部、ベトナム、ラオス、タイなどに住むモン族 (Hmong)の言語の総称であり、ミャオ・ヤオ語族のミャオ語派に属する。フモン語またはモン語 (Hmong)ともいう。
語形変化のない孤立語である。語順はSVO型、名詞＋修飾語（動詞または形容詞）となる。

## 中華人民共和国のミャオ語
中華人民共和国では、ミャオ語派のうち畲語とプヌ語（布努语）以外のすべての言語をひとつのミャオ語としており、これを大きく以下の三つの主要「方言」に分けている。実際にはこれらは方言と呼ぶには離れすぎているし、単系統であるかどうかも疑わしい（プヌ語とほかのミャオ語との距離が、ミャオ語の「方言」同士の距離より大きいとは言えない）。
1. 湘西方言（東部方言）
2. 黔東方言（中央方言）
3. 川黔滇方言（西部方言）

その中で川黔滇方言は最も複雑で、Ethnologueでは19種の異なった言語に分ける。
以下が中華人民共和国における分類である。
1. 湘西方言(Xong, Qo Xong)または「東部方言」あるいは「赤ミャオ」
  1. 西部土語 [mmr]
  2. 東部土語 [muq]
2. 黔東方言(Hmu)または「中部方言」あるいは「黒ミャオ」
  1. 北部土語 [hea]
  2. 南部土語 [hms]
  3. 東部土語 [hmq]
3. 川黔滇方言または「西部方言」
  1. 滇東北次方言（A-Hmao）[hmd]別名「大花苗、威寧ミャオ」
  2. 羅泊河次方言 [hml]
  3. 重安江次方言（Ge） [hmj] 別名「家語」
  4. 川黔滇次方言
    1. 第一土語  (Hmong) [cqd] 狭義のミャオ語
    2. 第二土語（Gha-Mu） [sfm] 別名「小花苗」

  5. 貴陽次方言
    1. 北部土語 [huj]
    2. 西部土語 [hmg]
    3. 南部土語 [hmy]

  6. 恵水次方言
    1. 北部土語 [hmi]
    2. 西南土語 [hmh]
    3. 中部土語 [hmc]
    4. 東部土語 [hme]

  7. 麻山次方言
    1. 中部土語  [hmm]
    2. 北部土語  [hmp]
    3. 西部土語  [hmw]
    4. 南部土語  [hma]

## 東南アジアのミャオ語
インドシナ半島にはミャオ語のうちフモン語（中華人民共和国の分類でいう西部方言（川黔滇方言）にあたる）の一部の言語が話されており、その人口は50-60万人である。
主にベトナム北部、タイ北部、ラオスにミャオ族が居住しているが、西部方言の主に白苗（Hmong Daw, [mww]）と青苗（Hmong Njua, [hnj]）の話者からなり、おそらく前者の方が優勢である。

## その他のミャオ語
ラオス内戦後にアメリカ合衆国が多くのミャオ族の難民を引き受けた結果、アメリカ国内には約20万人のミャオ語の話者がいる。とくにカリフォルニア州、ミネソタ州、ウィスコンシン州に多く、ミネソタ州ではミャオ語は英語、スペイン語についで3番目に多く話される言語である。
アメリカのミャオ語は白苗（Hmong Daw, [mww]）と青苗（Hmong Njua,  [hnj]）の2つの方言からなるが、これらは中国式にいうといずれも「川黔滇次方言第一土語」に属する。

## 音声
一般的にミャオ語は複雑な音節頭子音体系を持つが、韻は非常に単純であり、母音または母音+鼻音からなる。
以下は（声調以外）Golston and Yang (2001)に基づく、川黔滇次方言第一土語の一種である白ミャオ語の記述である。中華人民共和国で川黔滇次方言第一土語の標準とされる大南山方言（貴州省畢節市七星関区燕子口鎮）とは多少異なる。

### 子音
ミャオ語には日本語には見られない有気音、前鼻音化子音、側面音を持つ。以下が子音の一覧である：
|                | 両唇音   | 両唇側面開放音 | 唇歯音 | 歯音          | そり舌音   | 硬口蓋音 | 軟口蓋音 | 口蓋垂音 | 声門音 |
| -------------- | -------- | -------------- | ------ | ------------- | ---------- | -------- | -------- | -------- | ------ |
| 破裂音         | [p pʰ]   | [pˡ pɬ]        |        | [t tʰ] [d dʰ] | [ʈ ʈʰ]     | [c cʰ]   | [k kʰ]   | [q qʰ]   | [ʔ]    |
| 前鼻音化破裂音 | [mb mbʰ] | [mbˡ mbɬ]      |        | [nd ndʰ]      | [ɳɖ ɳɖʰ]   | [ɲɟ ɲɟʰ] | [ŋg ŋgʰ] | [ɴɢ ɴɢʰ] |        |
| 破擦音         |          |                |        | [ts tsʰ]      | [ʈʂ ʈʂʰ]   |          |          |          |        |
| 前鼻音化破裂音 |          |                |        | [ndz ndzʰ]    | [ɳɖʐ ɳɖʐʰ] |          |          |          |        |
| 鼻音           | [m m̥]    | [mˡ m̥ɬ]        |        | [n n̥]         |            | [ɲ ɲ̥]    |          |          |        |
| 摩擦音         |          |                | [f v]  | [s]           | [ʂ ʐ]      | [ç ʝ]    |          |          | [h]    |
| 側面接近音     |          |                |        | [ɬ l]         |            |          |          |          |        |

### 母音
母音体系は以下の通りである：
| 単母音   | 口母音   | 口母音   | 口母音   |          | 鼻母音   | 鼻母音 |
| 単母音   | 前舌母音 | 中舌母音 | 後舌母音 | 前舌母音 | 後舌母音 |        |
| 狭母音   | [i]      | [ɨ]      | [u]      |          |          |        |
| 中央母音 | [e]      |          | [ɔ]      | [ẽ]      | [ɔ̃]      |        |
| 広母音   |          | [a]      |          |          |          |        |

| 二重母音     | 狭母音 | 中母音 |
| ------------ | ------ | ------ |
| 狭母音が前舌 | [ai]   | [iə]   |
| 狭母音が中舌 | [aɨ]   |        |
| 狭母音が後舌 | [au]   | [uə]   |

### 音節構造
ミャオ語の音節は非常に単純な構造をしている。声母は僅かな接辞を除き限定的で、音節核は単母音または二重母音からなり、韻尾は鼻母音に伴う弱い[ŋ]か、低下降調のきしみ声を伴う弱い[ʔ]以外認められない。

### 声調
ミャオ語の声調は方言ごとに異なった変化をしており、6-8の異なった声調を持つ。
| 調序 | 調号 | 調値 | 調値 | 調値   | 調値   |
| ---- | ---- | ---- | ---- | ------ | ------ |
| 調序 | 調号 | 湘西 | 黔東 | 川黔滇 | 滇東北 |
| 1    | b    | 35   | 33   | 43     | 53     |
| 2    | x    | 31   | 55   | 31     | 35     |
| 3    | d    | 44   | 35   | 55     | 55     |
| 4    | l    | 33   | 22   | 21     | 11     |
| 5    | t    | 53   | 44   | 44     | 33     |
| 6    | s    | 42   | 13   | 24     | 31     |
| 7    | k    | 44   | 53   | 33     | 11     |
| 8    | f    | 33   | 31   | 13     | 31     |

## 文字
20世紀はじめにはミャオ語は文字を持っていなかった。伝説では古代のミャオ族は文字を持っていて、後に失ったというが、実証はできない。2014年に湖南省邵陽市城歩ミャオ族自治県から発見された石刻の文字が古代のミャオ語文字ではないかともいうが、未解読である。
20世紀になって、ミャオ語のためにいくつもの表記体系が開発された。キリスト教の宣教師であるサミュエル・ポラードによってポラード文字が発明され、A-Hmao語（滇東北次方言）の話者の間に普及した。また、オーストラリア出身の宣教師モーリス・ハットンは1920年代に注音符号を使ってHmu語（黔東方言）を表記しようとしたが、こちらはあまり普及しなかった。
1950年代にラオス北部のキリスト教宣教師によってラテン文字を使ったRPA表記(Romanized Popular Alphabet, RPA)が開発され、この方式が中国国外では普及した。
ション・ルー・ヤンによるパハウ・フモン文字もラオスでは一部に熱心な支持者がある。
1957年に中華人民共和国政府はピン音に似たラテン文字による正書法を「方言」別に4種類発表したものの、普及しなかった。
以下はRPAによる正書法である。

### 文字と国際音声記号の対応
RPAは白ミャオと青ミャオの両方言に対応している。以下のうち ia d dh hm hml hn hny は白ミャオでのみ、aa dl dlh ndl ndlh は青ミャオでのみ用いられる。
| - a – /a/ - aa - /ã/ - ai – /ai/ - au – /au/ - aw - /aɨ/ - c – /c/ - ch – /cʰ/ - d – /d/ - dh – /dʰ/ - dl – /tˡ/ - dlh – /tɬ/ - e – /e/ - ee – /ẽ/ - f – /f/ - h – /h/ - hl – /ɬ/ - hm – /m̥/ - hml – /m̥ɬ/ - hn – /n̥/ | - hny – /ɲ̥/ - i – /i/ - ia – /iə/ - k - /k/ - kh – /kʰ/ - l – /l/ - m – /m/ - ml – /mˡ/ - n – /n/ - nc – /ɲɟ/ - nch – /ɲɟʰ/ - ndl – /ndˡ/ - ndlh – /ndɬ/ - nk – /ŋg/ - nkh – /ŋgʰ/ - np – /mb/ - nph – /mbʰ/ - npl – /mbˡ/ - nplh – /mbɬ/ | - nq – /ɴɢ/ - nqh – /ɴɢʰ/ - nr – /ɳɖ/ - nrh – /ɳɖʰ/ - nt - /nd/ - nth - /ndʰ/ - nts - /ɳɖʐ/ - ntsh - /ɳɖʐʰ/ - ntx - /ndz/ - ntxh – /ndzʰ/ - ny – /ɲ/ - o – /ɔ/ - oo – /ɔ̃/ - p – /p/ - ph – /pʰ/ - pl – /pˡ/ - plh – /pɬ/ - q – /q/ - qh – /qʰ/ | - r - /ʈ/ - rh - /ʈʰ/ - s – /ʂ/ - t - /t/ - th – /tʰ/ - ts – /ʈʂ/ - tsh – /ʈʂʰ/ - tx - /ts/ - txh - /tsʰ/ - u – /u/ - ua – /uə/ - v – /v/ - w - /ɨ/ - x – /s/ - xy – /ç/ - y - /ʝ/ - z - /ʐ/ |

声門閉鎖音は正書法上では表記されない。少数の母音から始まる単語ではアポストロフィーで示される。
中平調は表記されない。その他の声調は音節末の文字で示される。
- -b – 高平調
- -s – 低平調
- -j – 低降調
- -v – 中昇調
- -m – 低降調（きしみ声）
- -g – 中低調（息漏れ声）
- -d - 低昇調（語末の-mの変種）